# امیرفرهنگ خلعتبری

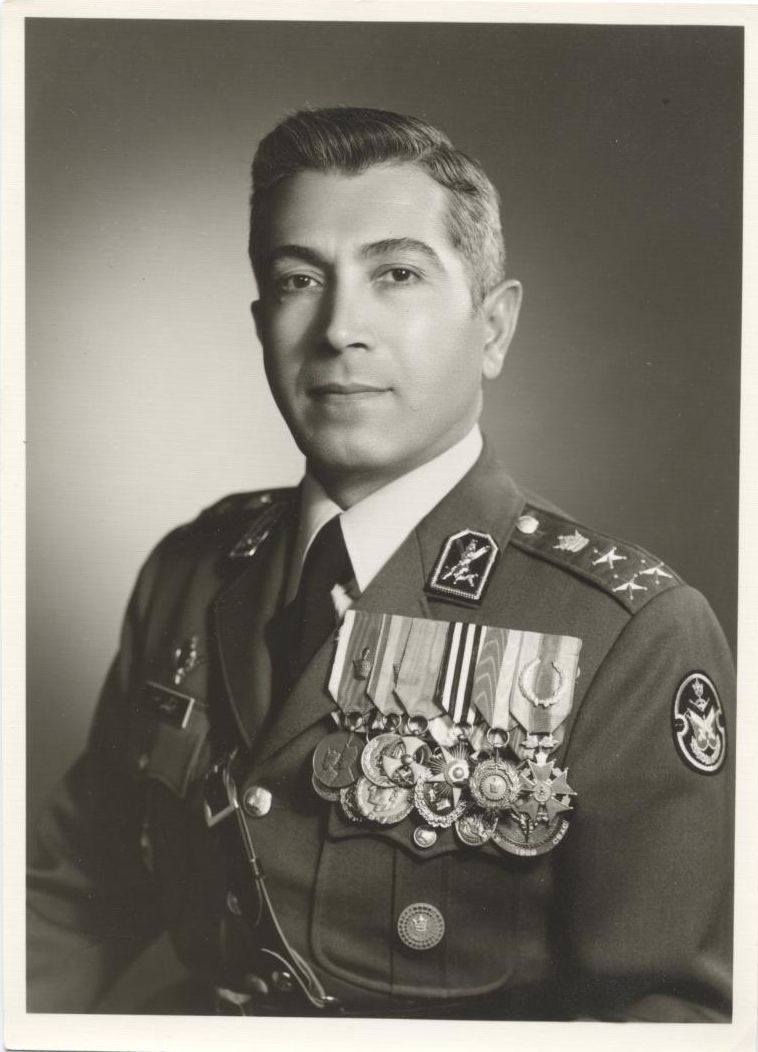
سپهبد امیرفرهنگ خلعتبری

امیرفرهنگ خلعتبری سپهبد نیروی زمینی شاهنشاهی ایران ، فرمانده مرکز پیاده شیراز، معاون فرمانده نیروی زمینی ارتش شاهنشاهی در سال ۱۳۵۷ و از امضا کنندگان اعلامیه بی‌طرفی ارتش در ۲۲ بهمن ۱۳۵۷ بود. او پس از انقلاب به دستور خلخالی اعدام شد.